# Trismelasmos maculatus
Trismelasmos maculatus is een vlinder uit de familie van de Houtboorders (Cossidae). De wetenschappelijke naam van de soort is voor het eerst gepubliceerd in 1879 door Pieter Snellen.
De soort komt voor in Indonesië (Sulawesi).